# Jérôme Bertin
Pour les articles homonymes, voir Bertin.
Jérôme Bertin, né le 31 décembre 1965 à Paris, est un acteur et ancien journaliste français.

## Biographie
Il est issu d’une famille d’enseignants.
Après une grande partie de sa scolarité en Tunisie, il rentre en France passer son bac et commence à écrire des articles dans Le Matin de Paris sur le jazz et la musique brésilienne (1985). Il poursuit ses études à Besançon puis Dijon.
Il anime une émission sur Radio BIP à Besançon, puis il présente avec Marie-Pierre Heisel une émission d’explication historique de l’actualité, Au clair de la Une, sur la radio universitaire Radio Campus Dijon à Dijon. En novembre 1989, découvrant les premières images de la chute du mur de Berlin à la télévision, ils s'y rendent aussitôt, munis d’un magnétophone. Ils y font un reportage qui le fera entrer à Radio France Bourgogne comme journaliste pigiste.
Parallèlement, il écrit quotidiennement dans le journal local, La Dépêche de Côte d'or. Il s’essaie également au reportage télévisuel à FR3 Bourgogne (c’est encore le nom de la chaîne publique régionale) avant d’être recruté par France Info pour présenter le journal. Après un passage à France Culture, il revient à France Info au moment des élections municipales de 1995. Quelques semaines plus tard, il est embauché par Jérôme Bellay à LCI où il reste 8 ans.
Jérôme Bertin fait une escapade vers le divertissement en animant l’émission de télé-réalité Aventures sur le net sur TF6, puis il revient sur LCI et retrouve son fauteuil de présentateur, qui lui aura permis de faire plus de 7 000 éditions au total. Dominique Besnehard lui propose d’abord des petits rôles proches de son métier : journaliste, animateur télé, dans La Fleur du mal de Claude Chabrol ou Laisse tes mains sur mes hanches de Chantal Lauby.
Jérôme Bertin quitte LCI, et avec Dominique Besnehard, produit un documentaire de 90 minutes sur le métier d’acteur, Premiers pas, constitué de premiers essais de jeunes acteurs devenus célèbres. Le film, réalisé avec François-Hubert Rodier, est diffusé une première fois la veille de l’ouverture du festival de Cannes en 2005. Il a été depuis multi-diffusé sur la chaîne cryptée et les chaînes publiques suisse et belge.
Il décroche quelques petits rôles au cinéma dans Pédale dure de Gabriel Aghion, Ils se marièrent et eurent beaucoup d’enfants d’Yvan Attal ou Podium de Yann Moix et commence à faire de la télévision dans Boulevard du Palais, Le Président Ferrare avec Jean-Claude Brialy, Le Tuteur ou Clara Sheller saison 2 pour France 2. Il aura un rôle dans les séries Sécurité intérieure de Patrick Grandperret et Reporters réalisée par Gilles Bannier.
Emmanuel Carrère le fait tourner dans La Moustache, Xavier Beauvois dans Le Petit Lieutenant, Diane Bertrand dans Baby Blues et Denis Dercourt dans Loin des balles. Parallèlement, Jérôme Bertin décroche son premier rôle de héros dans Disparitions, le retour aux sources, une série de France 3 en 2008.
En 2013, il intègre l'équipe de Plus belle la vie sur France 3, reprenant le rôle de Patrick Nebout en remplacement de Franck Sémonin. Rôle qu'il reprendra lors du retour du feuilleton prévu en janvier 2024, et qui dorénavant sera diffusé sur TF1.

## Filmographie

### Comme acteur
- 2003 : La Fleur du mal de Claude Chabrol
- 2003 : Laisse tes mains sur mes hanches de Chantal Lauby
- 2004 : Ils se marièrent et eurent beaucoup d'enfants de Yvan Attal
- 2004 : Podium de Yann Moix
- 2004 : Pédale Dure de Gabriel Aghion : Le toubib
- 2005 : La Moustache d'Emmanuel Carrère
- 2005 : Le Petit Lieutenant de Xavier Beauvois
- 2008 : Diane femme flic : Pietri (saison 5, épisodes 5 et 6))
- 2008 : Joséphine, ange gardien : Max
- 2008 : Clara Sheller : Marc
- 2008 : Disparitions, le retour aux sources : Antoine Deslambres
- 2008 : Secret défense de Philippe Haïm
- 2008 : Baby blues de Diane Bertrand
- 2009 : Reporters : Alain Massart
- 2009 : C'est mon tour : Alain
- 2009 : Loin des balles de Denis Dercourt
- 2013-2022 : Plus belle la vie : Patrick Nebout #2
- 2015 : Candice Renoir : Étienne Brisset (saison 3, épisode 1)
- 2019 : Nina : Marc Favre, commandant de la BRI (saison 5 épisode 10)
- 2021 : Le Code : Olivier Walter
- 2024 - présent : Plus belle la vie encore plus belle : Patrick Nebout

### Comme réalisateur
- 2005 : Premier pas de Jérôme Bertin et François-Hubert Rodier